# Família Nijō
A Casa Nijō  (鷹司家, Nijō-ka) era um ramo do clã Fujiwara que desde há séculos, a partir do período Heian tinha uma influência política sobre a corte imperial e fornecia muitos dos Sesshō e Kanpaku (regentes), bem como esposas para os Tennō.

## História
A Casa foi fundada por Kujō Michiie seu filho Nijō Yoshizane foi o primeiro a usar o nome da Casa.
Os Nijō faziam parte dos cinco ramos Fujiwara, que eram conhecidos como Sekke (摂家, as cinco casas regentes) a partir do qual os Sesshō e Kanpaku eram escolhidos.
A partir de 1869, o líder da Casa Nijō tornou-se Kōshaku (公爵, duque) pelo sistema kazoku.

## Alguns membros da Casa
- Kujō Michiie[1]
- Nijō Yoshizane (1216-1271)[1]
- Nijō Morotada (1254–1341)[3]
- Nijō Kanemoto (1268–1334)
- Nijō Michihira (1288–1335)
- Nijō Yoshimoto (1320–1388)